# Цариградски комплекс
Комплекс „Цариградски“, известен повече като „Цариградски комплекс“, е жилищен комплекс от затворен тип. Той е част от район „Искър“ и е разположен в югоизточната част на София.
Комплексът се намира между булевард „Цариградско шосе“ и ж.к. „Дружба 2“. Най-близката метростанция е „Цариградско шосе“ на едноименния булевард.
Изграждането на комплекса започва през 2006 година. Инвеститор е „София Билдинг Къмпани“.. След завършването му получава разрешение за ползване от 2010 г. „Цариградски“ е първият и най-голям по онова време проект за квартал от затворен тип в София, с разгърната застроена площ (РЗП) около 160 хиляди квадратни метра.
Недалеч, край метростанцията и в посока към центъра на града, са разположени редица търговски и бизнес центрове: „Интер експо и конгресен център“, бизнес център „Капитал Форт“, търговски центрове „Метро София 1“, „Техномаркет“, „София Аутлет Център“. Комплексът е с добре развито транспортно обслужване. Обслужва се от линия М4 на софийското метро, трамвай 23, автобуси 1, 3, 5, 6, 384, 404, както и тролейбусна линия 4.